# Конденсация Клайзена
Конденса́ция Кла́йзена (Кля́йзена) — химическая реакция присоединения-фрагментации, в которой принимают участие карбонильная (сложные эфиры) и активированная метиленовая группы (сложные эфиры, альдегиды, кетоны, нитрилы). Реакция протекает в присутствии основных катализаторов, отщепляющих протон от метиленовой группы, и в большинстве случаев в качестве катализаторов используют металлический натрий, алкоголят натрия, амид натрия и гидрид натрия.
Эту реакцию также называют «ацилированием по Клайзену», потому что её можно рассматривать как ацилирование соединений, имеющих активную метиленовую группу.
Реакции такого типа широко распространены в органическом синтезе, так как с их помощью довольно легко получаются углерод-углеродные связи.

## Примеры
Классический пример конденсации Клайзена — образование ацетоуксусного эфира при конденсации двух молекул этилацетата в присутствии этилата натрия.
Ещё одним примером такого типа реакции является конденсация фенилуксусной кислоты и этилацетата в этаноле в присутствии каталитического количества этилата натрия. Механизм реакции таков: фенилуксусная кислота выступает в качестве электрофила, нуклеофильный этилат натрия (который можно рассматривать как этилат-анион) отрывает протон от метиленовой группы, получившийся анион взаимодействует с электрофильным карбонилом-этилацетатом. В дальнейшем соединение [1] (β-кетокислота) может декарбоксилироваться в кислой среде с образованием соединения [2] (что, впрочем, уже не относится к конденсации и приведено только для полноты реакции).
| Animation zum Reaktionsmechanismus der Claisen-Kondensation |

## Особые случаи
Часто «реакцией Клайзена» называют модификацию реакции Перкина, применяемую для получения коричных (β-арилакриловых) кислот в присутствии металлического натрия в качестве катализатора. Пример такой реакции — образование этилового эфира коричной (β-фенилакриловой) кислоты из бензальдегида и этилацетата в присутствии металлического натрия и следов этанола:
{\displaystyle {\mathsf {C_{6}H_{5}CHO+CH_{3}COOC_{2}H_{5}\rightarrow C_{6}H_{5}{\text{-}}CH{\text{=}}CH{\text{-}}COOC_{2}H_{5}+H_{2}O}}}